# Weihwasserbecken (Consac)

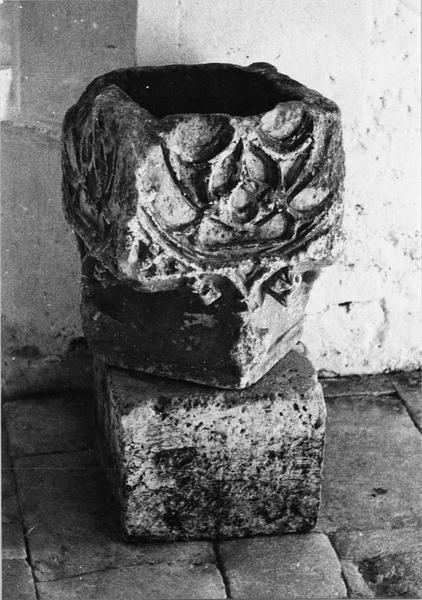
Weihwasserbecken in Consac

Das Weihwasserbecken in der Kirche St-Pierre in Consac, einer französischen Gemeinde im Département Charente-Maritime der Region Nouvelle-Aquitaine, wurde im 15. Jahrhundert geschaffen. Das Weihwasserbecken aus Stein ist seit 1908 als Monument historique in die Liste der denkmalgeschützten Objekte (Base Palissy) in Frankreich aufgenommen. 
Das 58 cm hohe und 50 cm breite Weihwasserbecken wurde aus einem Schlussstein oder Kapitell gefertigt. Es besitzt ornamentale Reliefs im Flamboyantstil. Die Spuren einer blau-roten Fassung sind noch zu erkennen.